# آبچلیک کاکس
آبچلیک کاکس (نام علمی: Calidris ×paramelanotos) نام یک گونه از سرده تلیله است.